# Lijst van militaire rangen van de Bundeswehr
Hieronder volgt een lijst van militaire rangen van de Bundeswehr; de strijdkrachten van de Bondsrepubliek Duitsland.
De rangen zijn onderverdeeld naar:
- Heer: landmacht
- Luftwaffe: luchtmacht
- Marine: zeemacht

Maar ook naar reguliere troepen en geneeskundige troepen (Sanitätsdienst).

## Officiersgraden
| Functie schaal NAVO |                                         |                                         |                                         |                                         |                                         |                                         |                                         |                                         |                                               |                                         |                                         |                                         |
| ------------------- | --------------------------------------- | --------------------------------------- | --------------------------------------- | --------------------------------------- | --------------------------------------- | --------------------------------------- | --------------------------------------- | --------------------------------------- | --------------------------------------------- | --------------------------------------- | --------------------------------------- | --------------------------------------- |
|                     | Offiziere                               | Offiziere                               | Sanitätsoffiziere                       | Sanitätsoffiziere                       | Offiziere                               | Offiziere                               | Sanitätsoffiziere                       | Sanitätsoffiziere                       | Offiziere                                     | Offiziere                               | Sanitätsoffiziere                       | Sanitätsoffiziere                       |
| Opperofficieren     |                                         |                                         |                                         |                                         |                                         |                                         |                                         |                                         |                                               |                                         |                                         |                                         |
| OF-10               | Duitsland kent geen functieschaal OF-10 | Duitsland kent geen functieschaal OF-10 | Duitsland kent geen functieschaal OF-10 | Duitsland kent geen functieschaal OF-10 | Duitsland kent geen functieschaal OF-10 | Duitsland kent geen functieschaal OF-10 | Duitsland kent geen functieschaal OF-10 | Duitsland kent geen functieschaal OF-10 | Duitsland kent geen functieschaal OF-10       | Duitsland kent geen functieschaal OF-10 | Duitsland kent geen functieschaal OF-10 | Duitsland kent geen functieschaal OF-10 |
| OF-9                | Generaal General                        |                                         |                                         |                                         | Generaal General                        |                                         |                                         |                                         | Admiraal Admiral                              |                                         |                                         |                                         |
| OF-8                | Luitenant-generaal Generalleutnant      |                                         | Generaloberstabsarzt                    |                                         | Luitenant-generaal Generalleutnant      |                                         | Generaloberstabsarzt                    |                                         | Viceadmiraal Vizeadmiral                      |                                         | Admiraloberstabsarzt                    |                                         |
| OF-7                | Generaal-majoor Generalmajor            |                                         | Generalstabsarzt                        |                                         | Generaal-majoor Generalmajor            |                                         | Generaal-majoor Generalmajor            |                                         | Achteradmiraal Konteradmiral                  |                                         | Admiralstabsarzt                        |                                         |
| OF-6                | Brigadegeneraal Brigadegeneral          |                                         | Generalarzt                             |                                         | Brigadegeneraal Brigadegeneral          |                                         | Generalarzt                             |                                         | Flottieljeadmiraal Flottillenadmiral          |                                         | Admiralarzt                             |                                         |
| Hoofdofficieren     |                                         |                                         |                                         |                                         |                                         |                                         |                                         |                                         |                                               |                                         |                                         |                                         |
| OF-5                | Kolonel Oberst                          |                                         | Oberstarzt                              |                                         | Kolonel Oberst                          |                                         | Oberstarzt                              |                                         | Kapitein ter zee Kapitän zur See              |                                         | Flottenarzt                             |                                         |
| OF-4                | Luitenant-kolonel Oberstleutnant        |                                         | Oberfeldarzt                            |                                         | Luitenant-kolonel Oberstleutnant        |                                         | Oberfeldarzt                            |                                         | Fregatkapitein Fregattenkapitän               |                                         | Flottillenarzt                          |                                         |
| OF-3                | Majoor Major                            |                                         | Oberstabsarzt                           |                                         | Majoor Major                            |                                         | Oberstabsarzt                           |                                         | Korvetkapitein Korvettenkapitän               |                                         | Oberstabsarzt                           |                                         |
| Lagere Officieren   |                                         |                                         |                                         |                                         |                                         |                                         |                                         |                                         |                                               |                                         |                                         |                                         |
| OF-2                | Stafkapitein Stabshauptmann             |                                         |                                         |                                         | Stafkapitein Stabshauptmann             |                                         |                                         |                                         | Stafkapitein-luitenant Stabskapitänleutnant   |                                         |                                         |                                         |
| OF-2                | Kapitein Hauptmann                      |                                         | Stabsarzt                               |                                         | Kapitein Hauptmann                      |                                         | Stabsarzt                               |                                         | kapitein-luitenant Kapitänleutnant            |                                         | Stabsarzt                               |                                         |
| OF-1                | Eerste luitenant Oberleutnant           |                                         |                                         |                                         | Eerste luitenant Oberleutnant           |                                         |                                         |                                         | Eerste luitenant ter zee Oberleutnant zur See |                                         |                                         |                                         |
| OF-1                | Luitenant Leutnant                      |                                         | Sanitätsoffizieranwärter                |                                         | Luitenant Leutnant                      |                                         | Sanitätsoffizieranwärter                |                                         | Luitenant ter zee Leutnant zur See            |                                         | Sanitätsoffizieranwärter                |                                         |

## Onderofficiersgraden
| Functie schaal NAVO          |                                       |                |                                   |                          |                                       |                |                                       |                          |                                       |                |                                       |                          |
| ---------------------------- | ------------------------------------- | -------------- | --------------------------------- | ------------------------ | ------------------------------------- | -------------- | ------------------------------------- | ------------------------ | ------------------------------------- | -------------- | ------------------------------------- | ------------------------ |
|                              | Unteroffiziere                        | Unteroffiziere | Sanitätsoffizieranwärter          | Sanitätsoffizieranwärter | Unteroffiziere                        | Unteroffiziere | Sanitätsoffizieranwärter              | Sanitätsoffizieranwärter | Unteroffiziere                        | Unteroffiziere | Sanitätsoffizieranwärter              | Sanitätsoffizieranwärter |
| Unteroffiziere mit Portepée  |                                       |                |                                   |                          |                                       |                |                                       |                          |                                       |                |                                       |                          |
| OR-9                         | Opper-stafadjudant Oberstabsfeldwebel |                |                                   |                          | Opper-stafadjudant Oberstabsfeldwebel |                |                                       |                          | Opper-stafbootsman Oberstabsbootsmann |                |                                       |                          |
| OR-8                         | Stafadjudant Stabsfeldwebel           |                |                                   |                          | Stafadjudant Stabsfeldwebel           |                |                                       |                          | Stafbootsman Stabsbootsmann           |                |                                       |                          |
| OR-7                         | Hoofdadjudant Hauptfeldwebel          |                |                                   |                          | Hoofdadjudant Hauptfeldwebel          |                | Oberfähnrich Sanitätsoffizieranwärter |                          | Hoofdbootsman Hauptbootsmann          |                | Oberfähnrich Sanitätsoffizieranwärter |                          |
| OR-6                         | Hoofdadjudant Oberfeldwebel           |                |                                   |                          | Hoofdadjudant Oberfeldwebel           |                |                                       |                          | Hoofdbootsman Oberbootsmann           |                |                                       |                          |
| OR-6                         | 1e Sergeant Feldwebel                 |                | Fähnrich Sanitätsoffizieranwärter |                          | 1e Sergeant Feldwebel                 |                |                                       |                          | Bootsman                              |                | Fähnrich zur See SanOA                |                          |
| Unteroffiziere ohne Portepée |                                       |                |                                   |                          |                                       |                |                                       |                          |                                       |                |                                       |                          |
| OR-5                         | Stabsunteroffizier                    |                |                                   |                          | Stabsunteroffizier                    |                |                                       |                          | Obermaat                              |                |                                       |                          |
| OR-5                         | Unteroffizier                         |                |                                   |                          | Unteroffizier                         |                |                                       |                          | Maat                                  |                | Seekadett SanOA                       |                          |

## Manschappen
| Functie schaal NAVO |                    |              |                          |                          |                    |              |                          |                          |                    |              |                          |                          |
| ------------------- | ------------------ | ------------ | ------------------------ | ------------------------ | ------------------ | ------------ | ------------------------ | ------------------------ | ------------------ | ------------ | ------------------------ | ------------------------ |
|                     | Mannschaften       | Mannschaften | Sanitätsoffizieranwärter | Sanitätsoffizieranwärter | Mannschaften       | Mannschaften | Sanitätsoffizieranwärter | Sanitätsoffizieranwärter | Mannschaften       | Mannschaften | Sanitätsoffizieranwärter | Sanitätsoffizieranwärter |
| OR-4                | Oberstabsgefreiter |              |                          |                          | Oberstabsgefreiter |              |                          |                          | Oberstabsgefreiter |              |                          |                          |
| OR-4                | Stabsgefreiter     |              |                          |                          | Stabsgefreiter     |              |                          |                          | Stabsgefreiter     |              |                          |                          |
| OR-3                | Hauptgefreiter     |              |                          |                          | Hauptgefreiter     |              |                          |                          | Hauptgefreiter     |              |                          |                          |
| OR-3                | Obergefreiter      |              | Obergefreiter-SanOA      |                          | Obergefreiter      |              |                          |                          | Obergefreiter      |              | Obergefreiter SanOA      |                          |
| OR-2                | Gefreiter          |              |                          |                          | Gefreiter          |              |                          |                          | Gefreiter          |              | Gefreiter SanOA          |                          |
| OR-1                | Soldat             |              | Sanitätssoldat SanOA     |                          | Flieger            |              | Flieger SanOA            |                          | Matrose            |              | Matrose SanOA            |                          |